# Сибилски книги
Сибилските книги (Libri Sibyllini, Fata Sibyllina или Libri Fatales) са пророчески книги, представляващи сбирка от оракулски предсказания, представени в хекзаметри, откупени от последния древноримски цар Тарквиний Горди от Сибила от Куме. Съхранявали се в храма на Юпитер на Капитолий. Към тези книги (три на брой според древните източници) древните римляни се обръщали по решение на Сената, за да се определи какво трябва да се предприеме за да се умилостивят боговете при неблагоприятни знамения или при трудни за държавата обстоятелства. Сибилските книги се съхранявали и тълкували от жреческа колегия. В началото от двама (дуумвири по свещените дела), от 367 пр.н.е. десетима (децемвири), а през 82-81 пр.н.е. техния брой достига 15 (квиндецимвири). От тези книги са оцелели само фрагменти.
Сибилските книги не трябва да се бъркат с наречените „Сибилски предсказания“, 12 книги с пророчества, които имат юдейско-християнски произход.

## Съветвания с Книгите, които са цитирани в историята
Непълен списък на записаните от историците моменти, в които са били правени справки със Сибилските книги
- 399 пр.н.е.: При чумната епидемия, която се разразява през лятото на тази година, Сенатът решава да се обърнат към Сибилските книги и така се провеждат първите публични лектистернии, опитвайки се да бъдат умилостивени боговете. [1]
- 295 пр.н.е.: Въпреки победите във войните със самнитите и с перузийците, ред лоши знамения помрачават годината; войските на Апий Клавдий са поразени от мълнии. След съвет от книгите, в близост до Circus Maximus е построен храм на Венера Милостива — първият неин храм в Рим. [2]
- 293 пр.н.е.: След още една чумна епидемия, римляните отново се съветват с книгите, за да разберат как да се избавят от тази напаст. Предписанието е, че Ескулап трябва да бъде доведен в Рим от Епидавър. Консулите обаче са заети с войни и единственото, което правят е да проведат един ден публични молитви към Ескулап. [3]
- 216 пр.н.е.: Когато Ханибал разгромява римските легиони в Кана, след допитване до книгите, римляните получават препоръка, да се направи човешко жертвоприношение – двама гали и двама гърци, да бъдат изгорени живи на градския пазар.
- 204 пр.н.е.: По време на Втората пуническа война, след тълкувание в Сибилските книги, Сципион Африкански носи свещения черен метеоритен камък с образа на Кибела, пренесен от храма на Кибела в Песинт и го поставя в храма на богинята на победата Виктория, установявайки насетне нейния свещен култ в Рим посредством Мегалезийски игри (великите игри).
- 63 пр.н.е.: Вярвайки в предсказание от книгите, което гласи, че 'трима Корнелии' ще управляват Рим, Публий Корнелий Лентул Сула взема участие в Заговора на Катилина. [4]
- ок. 55 пр.н.е.: Докато римляните обмислят изпращане на сили, за да върнат Птолемей XII на трона на Египет, мълния удря статуята на Юпитер на Alban Mount; оракулите се съветват и един от тях намира и прочита, че „Ако царят на Египет дойде при теб искайки някаква помощ, откажи му не своето приятелство, но не му давай никаква армия, в противен случай ще имаш и трудности и опасности.“ [5]
- 44 пр.н.е.: Според Светоний, сибилско предсказание, че само цар може да триумфира над Партия подхранва слухове, че Юлий Цезар, лидер на все още Римската република, има стремеж да стане цар [6]
- 15 от н.е.: Когато река Тибър наводнява ниските части на Рим, един от жреците предлага да се направи справка с книгите, но император Тиберий отказва, предпочитайки да запази предсказаните неща в тайна. [7]
- 312: Максенций се допитва до Сибилските книги, подготвяйки се за битка със Константин I, който е загърбил езичеството.
- 363: Юлиан Апостат се консултира с книгите при подготовката за похода си срещу Сасанидското царство. Отговорът изпратен от Рим е „явно поддържан преминава границата тази година“ [8]